# Parallocampa
Parallocampa är ett släkte av urinsekter. Parallocampa ingår i familjen Campodeidae.
Kladogram enligt Catalogue of Life:
| Parallocampa | \| \| Parallocampa azteca \| \| \| \| \| \| Parallocampa paupercula \| \| \| \| |
|              | \| \| Parallocampa azteca \| \| \| \| \| \| Parallocampa paupercula \| \| \| \| |
|              | Campodea                                                                        |
|              |                                                                                 |
|              | Clivocampa                                                                      |
|              |                                                                                 |
|              | Condeicampa                                                                     |
|              |                                                                                 |
|              | Eumesocampa                                                                     |
|              |                                                                                 |
|              | Haplocampa                                                                      |
|              |                                                                                 |
|              | Hemicampa                                                                       |
|              |                                                                                 |
|              | Lepidocampa                                                                     |
|              |                                                                                 |
|              | Litocampa                                                                       |
|              |                                                                                 |
|              | Meiocampa                                                                       |
|              |                                                                                 |
|              | Metriocampa                                                                     |
|              |                                                                                 |
|              | Orientocampa                                                                    |
|              |                                                                                 |
|              | Plusiocampa                                                                     |
|              |                                                                                 |
|              | Podocampa                                                                       |
|              |                                                                                 |
|              | Tricampa                                                                        |
|              |                                                                                 |
|              | Parallocampa azteca                                                             |
|              |                                                                                 |
|              | Parallocampa paupercula                                                         |
|              |                                                                                 |

|  | Parallocampa azteca     |
|  |                         |
|  | Parallocampa paupercula |
|  |                         |